# 去商品化
在政治经济学中，去商品化是指社会权利的强度和公民对市场依赖的免疫程度。
就劳动力而言，去商品化描述了“个人或家庭能够在独立于市场的情况下维持社会可接受生活水平的程度。”
商品化是指将商品、服务、思想和人转变为商品或交易对象，而去商品化则是指“工人可以通过选择离开劳动力市场的程度。”